# Max-Reinhardt-Schule für Schauspiel

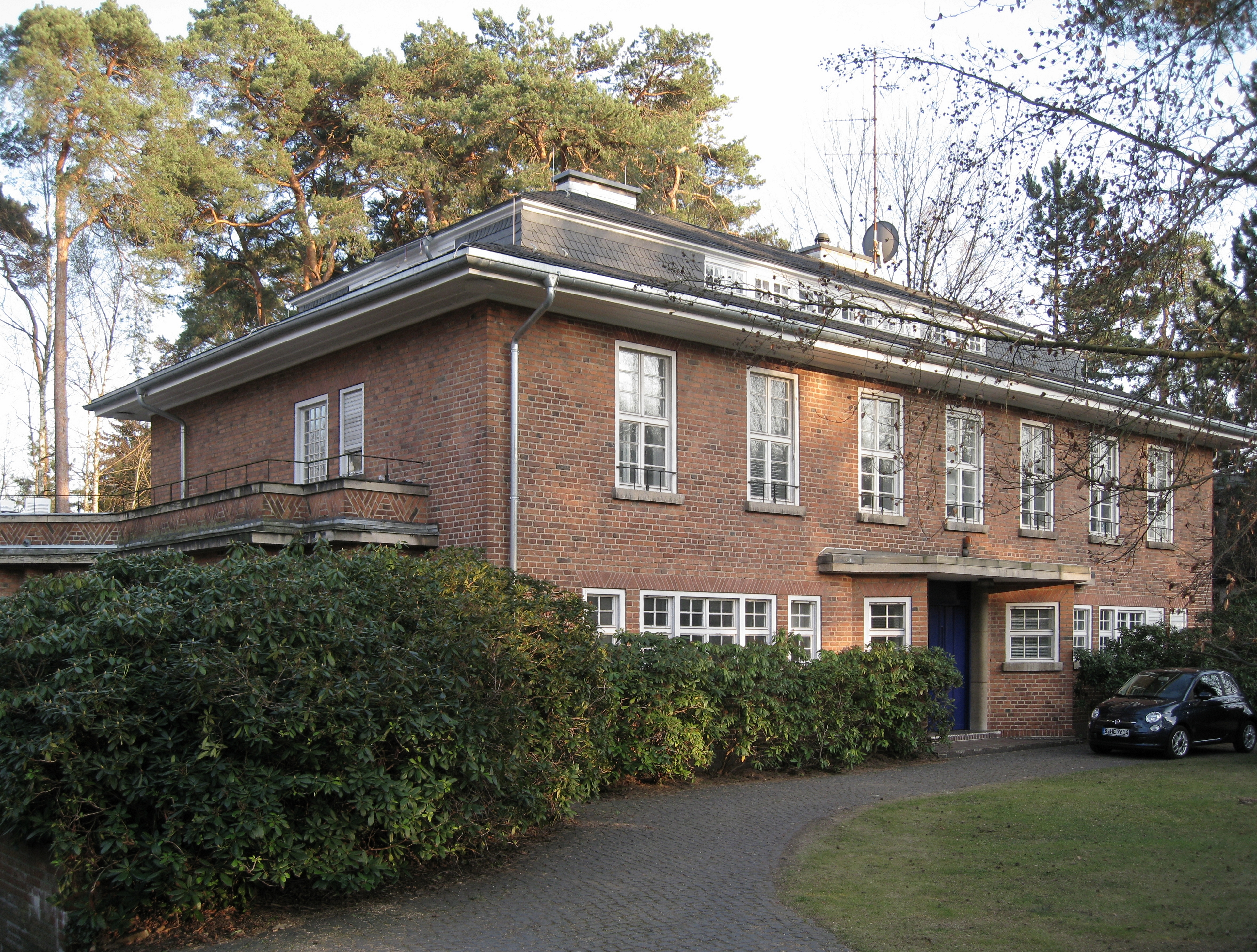
Villa Haus Auerbach, Clayallee 34–38, in Berlin-Dahlem – Sitz der Max-Reinhardt-Schule in den Jahren 1958 bis 1964

Die Max-Reinhardt-Schule für Schauspiel (Max-Reinhardt-Schule des Landes Berlin) war eine Schauspielschule in West-Berlin, die der 1951 geschlossenen Hebbel-Theater-Schule angegliedert wurde und dieser nachfolgte. Zum Wintersemester 1964/65 wurde sie in die Hochschule für Musik integriert, der heutigen Universität der Künste Berlin.

## Hintergrund
1951 vom Senat Berlin und Hilde Körber als „Theaterschule des Landes Berlin“ gegründet, wurde die Einrichtung 1953 in Max-Reinhardt-Schule umbenannt. Die möglicherweise etwas usurpatorisch scheinende Namenswahl war vertretbar, weil die 1905 von Max Reinhardt gegründete „Schauspielschule des Deutschen Theaters“ den Namen Reinhardt nie führte, sondern 1951 als „Staatliche Schauspielschule Berlin“ neu gegründet, und 1981 in Hochschule für Schauspielkunst „Ernst Busch“ Berlin umbenannt wurde.
Die Max-Reinhardt-Schule des Landes Berlin befand sich Anfangs in der Jagowstraße in Grunewald (1953 in Richard-Strauss-Straße umbenannt), und von 1958 bis 1964 in der Villa Haus Auerbach, Clayallee 34–38 in Dahlem. Sie bestand als eigenständige Schule zur „Berufsausbildung ausgewählter schauspielerischer Begabungen“ bis 1964. In dem Jahr wurde die Einrichtung in die damalige Hochschule für Musik als Abteilung für darstellende Kunst eingegliedert.
Die Schauspielschule gilt als Lebenswerk der Schauspielerin und Kulturpolitikerin Hilde Körber, die sie seit ihrer Gründung 1951 als Schulleiterin und ab 1965 als Professorin für darstellende Kunst bis zu ihrem Tod im Mai 1969 leitete.

## Ausbildungsgebiete
aus
- Dramatischer Unterricht
- Sprechtechnik - Stimmbildung
- Körperbildung
- Tanz und Pantomime - Gymnastik
- Literatur
- Vortragskunst
- Fechten
- Dialektstudien
- Mikrophon und Hörspiel
- Ensemblespiel

## Lehrkräfte
aus
- Frieda Ahl (Pianistin)
- Roma Bahn (1951–1959)
- Käthe Braun
- Kurt Buecheler
- Otto Graf
- Günther Hadank
- Waldtraut Harank
- Günter Hess
- Lucie Höflich (1951–1959)
- Ursula Höflich
- Annerose Hurrle-Trautschold
- Hilde Körber
- Marliese Ludwig (1951–1959)
- Heinz Naumann
- Grete Nebelung
- Walter Schönberg (Pianist)
- Heinz Steinberg
- Ilse Toepfer
- Edith Türkheim
- Otto Warlich

## Gastdozenten
aus
- Julius Bab
- Alfred Braun
- Käthe Braun
- Ernst Deutsch
- Regina Dreyer-Sfart
- Tilla Durieux
- Karl Ebert
- Paul Fechter
- Rolf von Goth
- Otto Walter Haseloff
- Rolf Henninger
- Günter Hensellek
- Klaus Kammer
- Florian Kienzl
- Kühn-Leitz
- Hans Knuden
- Gerhard Krause
- Irene de Noiret
- Palm
- Sascha Parnes
- Jean Soubyran
- Wolfgang Schimming
- Heinrich Schnitzler
- Walter Trautschold
- Carl Werckshagen

## Absolventen 1951–1964 (Auswahl)
- Peer Augustinski
- Christoph Bantzer
- Charles Brauer
- Edeltraut Elsner
- Joachim Hansen
- Ernst Jacobi
- Cornelia Kühn-Leitz
- Günter Lamprecht
- Christiane Pauli
- Barbara Rattey
- Karin Rasenack
- Klaus Sonnenschein
- Heiko Steffens
- Herman Treusch
- Eva-Maria Werth
- Christian Wolf

## Absolventen ab 1965 (Auswahl)
- Achim Amme
- Hubertus Bengsch
- Rainer Brandt
- Christiane Christiani
- Rosemarie Deibel
- Hans-Jürgen Dittberner
- Rita Engelmann
- Wolfgang Finck
- Heinrich Giskes
- Till Hagen
- Dietrich Hahn
- Donata Höffer
- Katharina Herberg
- Klaus Hoffmann
- Eva-Maria Hofmann
- Rainer Hunold
- Michael Kausch
- Yaak Karsunke
- Corinna Kirchhoff
- Burghart Klaußner
- Regina Lemnitz
- Evelyn Meyka
- Klaus Mikoleit
- Markwart Müller-Elmau
- Jan Niklas
- Karyn von Ostholt-Haas
- Ilse Pagé
- Alexander Radszun
- Anton Rattinger
- Wolf Roth
- Rotraud Schindler
- Barbara Schöne
- Martin Schwab
- Stephan Schwartz
- Sabina Sesselmann
- Erika Skrotzki
- Monika Söhnel-Häckermann
- Barbara Sukowa
- Lothar Trautmann
- Gerburg Treusch-Dieter
- Eleonore Weisgerber
- Wilhelm Wieben